# Reprezentacja Wysp Cooka w piłce nożnej mężczyzn
Reprezentacja Wysp Cooka w piłce nożnej rozegrała swój pierwszy mecz we wrześniu 1971 roku. Przegrała z reprezentacją Tahiti aż 0–30. Potem jeszcze siedmiokrotnie zdarzało się jej przegrać spotkanie dwucyfrowym wynikiem. Sama nie zdołała nigdy wygrać z rywalem innym niż reprezentacja Samoa, reprezentacja Samoa Amerykańskiego, reprezentacja Tonga i nie należące do Międzynarodowej Federacji Piłki Nożnej (FIFA) reprezentacje Wallis i Futuny, Tuvalu oraz Kiribati. Nie wystąpiła do tej pory na Mistrzostwach Świata, trzykrotnie zakwalifikowała się do Pucharu Narodów Oceanii, ale ani w 1996, 1998, nie osiągnęła znacznych sukcesów Obecnie nie jest sklasyfikowana w rankingu FIFA.

## Udział wMistrzostwach Świata
- 1930–1970 – Nie brały udziału (nie były członkiem FIFA)
- 1974–1990 – Nie brały udziału
- 1994–2022 – Nie zakwalifikowały się

## Udział wPucharze Narodów Oceanii
- 1973 – 1996 – Nie brały udziału
- 1998 – Faza grupowa
- 2000 – Faza grupowa
- 2002 – Wycofały się z eliminacji
- 2004 – 2016 Nie zakwalifikowały się
- 2020-Turniej nie odbył się